# Terminoflustra barleei
Terminoflustra barleei is een mosdiertjessoort uit de familie van de Flustridae. De wetenschappelijke naam van de soort is, als Flustra barleei, voor het eerst geldig gepubliceerd in 1860 door Busk.